# Cryptic Writings
Albums de Megadeth
Hidden Treasures
(1995) Risk
(1999)
Singles
1. Trust
Sortie : 8 mai 1997
2. Almost Honest
Sortie : septembre 1997
3. Use the man
Sortie : 1998
4. A Secret Place
Sortie : 1998

Cryptic Writings est le 7e album studio du groupe de thrash metal  américain Megadeth. Il est sorti le 17 juin 1997 sur le label Capitol Records et a été produit par Dann Huff et Dave Mustaine.

## Historique
Cet album fut enregistré dans sa majorité dans les studios "The Tracking Room" de Nashville dans le Tennessee. Quelques enregistrements supplémentaires se dérouleront dans les studio "The Castle" à Franklin. Le groupe n'étant plus satisfait du travail du producteur de ses derniers albums, Max Norman, le remplaça par Dann Huff, qui vient plutôt du monde du country rock et de l'AOR, ayant travaillé notamment avec Shania Twain. 
Dans la continuité de Countdown to Extinction et de Youthanasia, cet album confirme avec brio (puisqu'il s'agira du dernier album du groupe à obtenir un disque de Platine aux États-Unis) le virage mélodique pris par le groupe au cours des années 90. Megadeth aborde des thèmes lyriques variés comme les relations amoureuses, la drogue, ou encore la violence à l'école.
Il s'agit du dernier album enregistré avec Nick Menza qui devra quitter le groupe en pleine tournée pour soigner une douleur à son genou.  Il sera remplacé par Jimmy DeGrasso. 
L'album sortira dans une version remasterisée en 2004, avec 4 pistes supplémentaires.
Il atteindra la 10e place du Billboard 200 aux États-Unis, la 38e dans les charts britanniques et la 14e place en France. Les quatre singles issus de l'album obtiendront les meilleurs classements dans la catégorie Mainstream Rock Tracks du Billboard Magazine depuis la création du groupe. Trust sera nommée dans la catégorie Grammy Award de la meilleure prestation metal pour les Grammy Awards de 1998.

## Liste des titres
Toutes les paroles sont écrites par Dave Mustaine sauf, I'll Get Even par Mustaine, Friedman, Ellefson, Howe et Sin par Mustaine, Ellefson, Menza.
| No  | Titre                         | Musique                                        | Durée |
| --- | ----------------------------- | ---------------------------------------------- | ----- |
| 1.  | Trust                         | Dave Mustaine, Marty Friedman                  | 5:12  |
| 2.  | Almost Honest                 | Mustaine, Friedman                             | 4:08  |
| 3.  | Use the Man                   | Mustaine, Friedman                             | 4:03  |
| 4.  | Mastermind                    | Mustaine                                       | 3:47  |
| 5.  | The Disintegrators            | Mustaine                                       | 3:05  |
| 6.  | I'll Get Even                 | Mustaine, Friedman, David Ellefson, Brian Howe | 4:20  |
| 7.  | Sin                           | Mustaine, Ellefson, Nick Menza                 | 3:05  |
| 8.  | A Secret Place                | Mustaine                                       | 5:24  |
| 9.  | Have Cool, Will Travel        | Mustaine                                       | 3:40  |
| 10. | She-Wolf                      | Mustaine                                       | 3:38  |
| 11. | Vortex                        | Mustaine                                       | 3:23  |
| 12. | FFF                           | Mustaine, Friedman, Ellefson, Menza            | 4:25  |
| 13. | One Thing (édition japonaise) | Mustaine                                       | 4:38  |

### Version remasterisée
Toutes les paroles sont écrites par Dave Mustaine sauf Evil That's Within par Mustaine, Ellefson, Menza.
| No  | Titre                                           | Musique                             | Durée |
| --- | ----------------------------------------------- | ----------------------------------- | ----- |
| 13. | Trust (version espagnole)                       | Mustaine, Friedman                  | 5:12  |
| 14. | Evil That's Within (version alternative de Sin) | Mustaine, Ellefson, Menza           | 3:22  |
| 15. | Vortex (version alternative)                    | Mustaine                            | 3:30  |
| 16. | Bullprick (version alternative de FFF)          | Mustaine, Friedman, Ellefson, Menza | 2:47  |

## Composition du groupe
- Dave Mustaine – chants, guitare, sitar sur A Secret Place
- David Ellefson – basse, chœurs
- Marty Friedman – guitares, chœurs
- Nick Menza – batterie

## Charts & certification
Charts album
| Pays                               | Durée du classement | Meilleure position |
| ---------------------------------- | ------------------- | ------------------ |
| Allemagne (Media Control Charts)   | 6 semaines          | 22e                |
| Australie (ARIA)                   | 2 semaines          | 43e                |
| Autriche (Ö3 Austria Top 40)       | 5 semaines          | 30e                |
| Belgique (Wallonie) (Ultratop)     | 2 semaines          | 44                 |
| Canada (RPM Top Albums)            | 6 semaines          | 17e                |
| États-Unis (Billboard 200)         | 29 semaines         | 10e                |
| Finlande (Suomen virallinen lista) | 11 semaines         | 2e                 |
| France (SNEP)                      | 3 semaines          | 14e                |
| Italie (Hit Parade Italia)         | —                   | 17e                |
| Nouvelle-Zélande (RIANZ)           | 6 semaines          | 34e                |
| Norvège (VG-lista)                 | 6 semaines          | 32e                |
| Pays-Bas (MegaCharts)              | 5 semaines          | 48e                |
| Royaume-Uni (UK Albums Chart)      | 2 semaines          | 38e                |
| Suède (Sverigetopplistan)          | 6 semaines          | 15e                |
| Suisse (Schweizer Hitparade)       | 5 semaines          | 45e                |

Certifications
| Pays       | Certification | Ventes    | Date           |
| ---------- | ------------- | --------- | -------------- |
| Canada     | Or            | 50 000 +  | 22 mars 2001   |
| États-Unis | Or            | 500 000 + | 9 octobre 1997 |

Charts singles
| Pays       | Chart                  | Single           | Durée du classement | Meilleure position |
| ---------- | ---------------------- | ---------------- | ------------------- | ------------------ |
| États-Unis | Mainstream Rock Tracks | "Almost Honest"  | 26 semaines         | 8e                 |
| États-Unis | Mainstream Rock Tracks | "Trust"          | 26 semaines         | 5e                 |
| États-Unis | Mainstream Rock Tracks | "Use the Man"    | 20 semaines         | 15e                |
| États-Unis | Mainstream Rock Tracks | "A Secret Place" | 12 semaines         | 19e                |